# Gryllacris jacobsoni
Gryllacris jacobsoni är en insektsart som beskrevs av Heinrich Hugo Karny 1924. Gryllacris jacobsoni ingår i släktet Gryllacris och familjen Gryllacrididae. Inga underarter finns listade i Catalogue of Life.